# Бахмутський аграрний союз
Свинокомплекс ПрАТ «Бахмутський аграрний союз» (скороч. — ПрАТ «БАС») — одне з найбільших підприємств промислового свинарства в Україні розташоване в селищі Новолуганське Бахмутського району, Донецької області. Господарство виробляло близько 14,5 тис. тонн високоякісної свинини на рік живою вагою. З березня 2014-го входить до складу Асоціації свинарів України. На підприємстві працювала значна кількість жителів селища Новолуганське та навколишніх населених пунктів (Гольмівський, Світлодарськ, Миронівський, Луганське та ін.)

## Історія
Підприємство зареєстровано 05.09.1997 року. Створене на базі радгосп-комбінату «Вуглегірський», який працював у селищі Новолуганське з 1974 року по 1996 рік.
Спочатку підприємство утримувало 300 голів, в 2000 році — 15 тис., в 2003 році — 34 тис., в 2007 році — 62 тис. голів свиней.
Весною-літом 2022 року будівлі підприємства зруйновані обстрілами, а з 26 липня 2022 року територія підприємства окупована російськими загарбниками.

## Характеристика підприємства
Свинокомплекс — частина агрохолдингу «Бахмутський аграрний союз». До 2014 року агрохолдинг мав замкнений виробничий цикл  — від вирощування сировини та виробництва власних комбікормів, яловичини, свинини, м'яса птиці й до реалізації готової продукції. М'ясо переробляли на Горлівському м'ясокомбінаті.
Результатом багаторічної селекційної роботи — співробітники підприємства отримали атестований тип Великої білої породи свиней з покращеними м'ясними характеристиками (спільний наказ Міністерства аграрної політики України та Національної академії аграрних наук України про закріплення «Бахмутського» типа свиней).
Племенна база: Крупна Біла, Ландрас, Пьєтрен.
Кількість поросят на одну свиноматку: 25,75 голів.
Технології та обладнання: Технологічне обладнання Big Dutchman (Німеччина), станція штучного запліднення Minitube.
2014 році підприємство мало можливість продавати 1200 голів поросят на тиждень (партіями по 600 поросят):
- 3-порідні гібриди ЛВБ х П;
- 4-порідні гібриди ЛВБ х ПД.

Станом на 1 січня 2017 рік входить до ТОП-10 свиногосподарств із такими показниками: маточне поголів'є свиней складає — 6,98 тис., загальне — 89,36 тис. голів.
До повномасштабного вторгнення свинокомплекс ПрАТ «БАС» у Новолуганському Світлодарської громади залишався одним із найпотужніших підприємств Донеччини, де утримували до 92-х тисяч свиней.

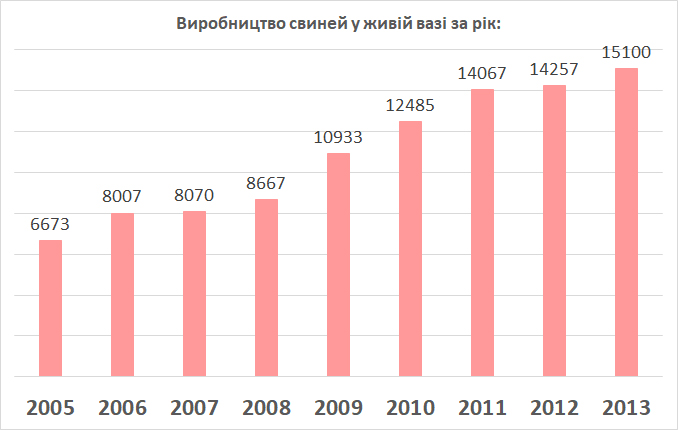
Виробництво свиней ПрАТ «БАС» в живій вазі з 2005 по 2013 рік

## Робота підприємства в період з 2014 по 2022 роки
З 2014 року підприємство опиняється на «лінії розмежування» між територією України та ОРДЛО.
13 травня 2017 року, приблизно в 22:35, незаконні збройні формування так званої ДНР з РСЗВ Град обстріляли територію селища Новолуганське та свонокомплексу ПРаТ «БАС». Було пошкоджено 6 будівель підприємства, газогін та загинуло більше 200 голів свиней. Виникла пожежа, ліквідація якої потребувала весь наступний день.
У серпні та листопаді 2019 року територія свинокомплекса була обстріляна незаконними збройними формуваннями так званої «ДНР», співробітники не постраждали.
Після повномасштабного вторгнення російських окупантів, за 3 весняних місяці власники скоротили поголів'я у 5,5 раза. Це було пов'язано з посиленням обстрілів території підприємства та порушенням логістичних зв'язків. З травня 2022 року — артилерійські обстріли ангарів свинокомплекса значно посилилися. Людських жертв вдалося уникнути, однак свиней врятувати не вдалося. Частина тварин загинула безпосередньо від обстрілів, інша частина через те, що співробітники не змогли дістатися до комплексу через обстріли та випустити тварин, тому вони загинули без води та їжі. Число загиблих тварин — приблизно 17 тисяч голів.
З 26 липня 2022 року територія підприємства окупована російськими загарбниками.

## Екологія
Відходи життєдіяльності тварин на підприємстві утилізували шляхом розведення стоків водою, яку потім використовують для зрошення полів. Такі відходи накопичувалися в спеціальному ставку-накопичувачі, об'єм якого обмежений дамбою. У випадку прориву дамби стічна вода через населені пункти Травневе, Кодема, Зайцево потраплять в річку Бахмутка, яка є притокою Сіверського Дінця, що може привести до екологічної катастрофи. Крім того, будуть забруднені земельні ділянки, в тому числі приватного житлового фонда, та поверхневі води, що може привести до розповсюдження інфекційних захворювань та хвороби людей.
Вперше проблема можливої екологічної катастрофи озвучена 22 серпня 2016 року у приміщенні Спільного центру з контролю та координації питань припинення вогню та стабілізації лінії розмежування сторін (СЦКК) де відбувся брифінг, на якому представники ПрАТ «БАС» зазанчили, що на теперішній час втрачено можливість здійснювати необхідний контроль за технічним станом накопичувача відходів тваринництва. Це пов'язано насамперед із постійними провокативними обстрілами території підприємства з боку незаконних збройних формувань т. зв. ДНР. У зв'язку з цим існує достатньо висока вірогідність порушення конструктивної цілісності накопичувача, що може призвести до катастрофічних наслідків для навколишнього середовища.
Влітку 2018 року через заповнення ставка-накопичувача до 85 % знову склалася загроза виникнення екологічної катастрофи. В кінці серпня 2018 року після 6-ти заявок до СЦКК про «забезпечення безпеки», після розмінування більше 2 Га території біля ставка, підприємству вдалось полагодити пошкоджену обстрілами дамбу шляхом насипання 60 тони будівельної суміші та уникнути ризику потрапляння рідини з відстійника до навколишнього середовища.
Після загибелі великої кількості тварин (приблизно 17 тис. голів) внаслідок бойових дій весною-літом 2022 року, зберігаєтся ризик виникнення екологічної катастрофи через потрапляння продуктів гниття до ґрунтових вод, однак за переконанням представників підприємства, такий розвиток подій маловірогідний, через знаходження трупів тварин в обмежений умовах ангарів. Інформації про екологічний стан на підприємстві від представників окупаційної адміністрації не має.

## Службовий транспорт
Для підвозу робітників на підприємство по маршруту ПрАТ «Бахмутський аграрний союз» — селище Новолуганське — місто Світлодарськ — селище Луганське — селище Миронівський і навпаки, більшість часу до 2022 року викоритовувався автобус Львівського автобусного заводу модель ЛАЗ-695Н 2006 року випуску з реєстраційним номером AH0196BT.